# Junta Tuitiva
La Junta Tuitiva de los Derechos del Rey y del Pueblo o Junta Nacional Representativa de Tuición de los Derechos del Rey y del Pueblo fue una junta de gobierno local en amparo o tuición sobre la soberanía real en ausencia del rey de España, Fernando VII. Fue formada en la ciudad de Nuestra Señora de La Paz (actual Bolivia) por el Cabildo Gobernador el 21 de julio de 1809 y duró hasta el 30 de septiembre del mismo año, fecha en que fue reemplazada por el gobierno personal de Pedro Domingo Murillo, uno de los impulsores de la junta. El 11 de noviembre del mismo año, los realistas recuperarían la ciudad.

## Antecedentes
La ciudad de La Paz –actual sede de gobierno de Bolivia– era cabecera de una intendencia y formaba parte del virreinato del Río de la Plata; judicialmente, dependía de la Real Audiencia de Charcas.
Las ideas de la Ilustración y de la revolución francesa habían hecho eco en esta sociedad colonia que veía urgente la necesidad de reformas al sistema de gobierno. Las autoridades veían que estas ideas podrían ser perjudiciales para el control de las colonias y a principios del siglo XIX ejercían un fuerte control sobre los ciudadanos que resultaban sospechosos de alguna insurrección. Esto provocó que en 1806 se descubriera un primer intento de sublevación en Cuzco, allí se conoció que existían varios implicados en la ciudad de La Paz que planeaban rebelarse de manera conjunta. Una lista de sospechosos fue enviada al gobernador Antonio Burgunyó y Juan para realizar investigaciones, se cree que esta autoridad tenía pleno conocimiento del plan de rebelión y que incluso lo apoyaba. Por esta razón solo una persona fue arrestada, se lo conocía como "el siete jetas". Al poco tiempo varios involucrados en la rebelión fallecieron repentinamente, esto coincidió con una epidemia de disentería, pero otros acusaron al gobernador de envenenar a estos conspiradores por miedo a que puedan inculparlo. Burgunyó falleció también aquel año y se hizo cargo del gobierno el asesor Tadeo Dávila.
El nuevo gobernador no se fiaba de la lealtad de las tropas y pidió el regreso del regimiento de veteranos para asegurar que cualquier intento de rebelión fuese cesado. 
En mayo de 1809 estalló la Revolución de Chuquisaca que logró deponer al presidente de la Audiencia, reemplazándolo por una junta de gobierno. Esta insurrección motivó a los rebeldes de La Paz organizarse y levantarse en armas. Las autoridades no creían probable una sublevación de esa magnitud en la ciudad y no tomaron ninguna medida adicional.
Los revolucionarios paceños planearon la sublevación general para el Jueves Santo, 31 de marzo, pero un joven de apellido Calderón le dio aviso a algunos amigos españoles para que ese día no salieran de sus casas, éstos informaron al gobernador y ese día se aumentó la vigilancia.

## Eventos
El 16 de julio de 1809 los revolucionarios pusieron en marcha la rebelión general. Aprovechando que toda la atención estaba en la procesión de la patrona castrense la Virgen del Carmen y por ello se habían licenciado las tropas, los revolucionarios encabezados por Pedro Domingo Murillo apoyados por el Batallón de Milicias al mando de su segundo jefe, Pedro Indaburu, tomaron el cuartel de Veteranos, arrestaron a los oficiales y convocaron al pueblo a la plaza por medio de campanas y pidieron un cabildo abierto.  
El obispo Remigio de la Santa y Ortega trató de calmar a la gente que se reunía en la plaza pero al ver que nadie lo escuchaba tuvo que retornar a su palacio resguardado por dos esclavos, el gobernador intendente interino Tadeo Dávila se dirigió al cuartel tratando de reunir a tropas leales que restablecieran el orden pero fue arrestado en el acto. A las 8 de la noche el Cabildo aceptó sesionar de manera urgente admitiendo e incorporando como representantes del pueblo a Gregorio García Lanza, Juan Bautista Sagárnaga y Juan Basilio Catácora. 
En el palacio episcopal se encontraban retenidos el Obispo La Santa y el gobernador Dávila, los representantes del pueblo exigieron que ambos presenten su renuncia antes de que el Cabildo tome cualquier decisión. Finalmente ambas autoridades hicieron llegar sus renuncias al cabildo abierto a las 10 de la noche, en ese momento no se percataron pero el obispo redactó su renuncia de manera que resultara inválida ante la Audiencia de Charcas. Tras la renuncia del gobernador y del obispo, se procedió a la deposición de los alcaldes ordinarios y de los subdelegados partidarios, también se destituye al ministro de la real hacienda y al comandante militar de la ciudad, Diego Quint y Fernández Dávila, quien fue convocado a entregar las llaves de la sala de armas. A la media noche un grupo de revolucionarios asaltó la casa del capitán español Joaquín Revuelta y lo obligaron a asistir al Cabildo representando los intereses generales.
El cabildo secular de la ciudad dispuso que Pedro Domingo Murillo asumiera como comandante militar de la provincia con el grado de coronel, mientras que Pedro Indaburu quedó como su segundo, otorgándosele el grado de teniente coronel. Todas las deudas en favor del fisco fueron abolidas y los documentos que las avalaban fueron quemados. 
El cabildo tomó el nombre de Junta Gobernadora, conformándose en una junta de gobierno consultiva de doce miembros, denominada Junta Tuitiva de los derechos del Rey y del Pueblo:
- Presidente de la Junta: 
  - coronel comandante Pedro Domingo Murillo
- Vocales:
  - Melchor León de la Barra, cura de Caquiaviri
  - José Antonio Medina, cura de Sicasica
  - Juan Manuel Mercado, presbítero
  - Antonio de Ávila
  - Gregorio García Lanza, auditor de guerra
  - Juan Basilio Catácora
  - Juan de la Cruz Monje y Ortega, asesor
- Secretarios:
  - Sebastián Aparicio
  - Juan Manuel Cáceres, escribano

Posteriormente fueron nombrados como vocales suplentes:
- - Sebastián Arrieta, tesorero de la Real Hacienda
  - Antonio de Ávila
  - Francisco Diego Palacios
  - José María Santos Rubio
  - Buenaventura Bueno

Posteriormente se incorporaron los Diputados indígenas de los partidos:
- - Francisco Figueredo Incacollo y Catan (Francisco Katari Inca Kollo), representante del partido de Yungas
  - Gregorio Rojas, representante del partido de Inquisivi
  - José Zanco, representante del partido de Larecaja o Sorata

Al día siguiente fueron convocados los españoles europeos en la plaza, a quienes se les hizo prestar el juramento de:

(...) hacer perpetua alianza con los criollos, no intentar cosa alguna en su daño, y defender con ellos la religión y la patria.

## Proclama
El 27 de julio se aprobó el "Plan de Gobierno" de diez artículos que se considera el primer estatuto constitucional de América Latina. Se enviaron diputados a cada uno de los seis partidos de la Intendencia de La Paz. Se formaron cinco ministerios, llamados departamentos: Gobierno, Guerra, Gracia y Justicia, Hacienda y Culto.
La Proclama de la Junta Tuitiva es un texto con la retórica y el estilo propios de los juristas de la Academia Carolina. En esta Academia estudiaron numerosos abogados paceños que participaron en el levantamiento del 16 de julio de 1809: Basilio Catacora, Juan Bautista Sagárnaga, Manuel de Oma y Echevarría, Gregorio Lanza, Tiburcio León de la Barra, Joaquín de la Riva, Felipe de la Riva, Juan Pórcel; Manuel Ortiz, Federico de Castro, José Aliaga, Bartolomé Andrade, Gabino Estrada, Baltasar Alquiza, Crispín Santos Diez de Medina y Gerónimo Calderón de la Barca. Todos ellos estudiaron en Chuquisaca y precisamente allí entraron en contacto con las redes independentistas y estuvieron con varios de los más importantes revolucionarios sudamericanos.

Compatriotas: Hasta aquí hemos tolerado una especie de destierro en el seno mismo de nuestra patria; hemos visto con indiferencia por más de tres siglos sometida nuestra primitiva libertad al despotismo y tiranía de un usurpador injusto que, degradándonos de la especie humana, nos ha mirado como a esclavos; hemos guardado un silencio bastante parecido a la estupidez que se nos atribuye por el inculto español, sufriendo con tranquilidad que el mérito de los americanos haya sido siempre un presagio de humillación y ruina. Ya es tiempo, pues, de sacudir yugo tan funesto a nuestra felicidad, como favorable al orgullo nacional español. Ya es tiempo, en fin de levantar el estandarte de la libertad en estas desgraciadas colonias, adquiridas sin el menor título y conservadas con la mayor injusticia y tiranía. Valerosos habitantes de La Paz y de todo el Imperio del Perú, revelad vuestros proyectos para la ejecución; aprovechaos de las circunstancias en que estamos; no miréis con desdén la felicidad de nuestro suelo, ni perdáis jamás de vista la unión que debe reinar en todos, para ser en adelante tan felices como desgraciados hasta el presente.

El manuscrito original, escrito en Chuquisaca (La Plata), fue enviado a La Paz para promover la revolución. Hoy se encuentra en Buenos Aires, en el Archivo General de la Nación (Argentina), entre los papeles incautados y enviados a las autoridades del Virreinato del Río de La Plata, del que dependía la Real Audiencia de Charcas.
La junta envió un oficio al gobernador de Potosí explicando su accionar: 

Si este Pueblo reunido con todas sus jerarquías que lo forman pidió a voces la deposición de sus autoridades, fue porque le eran sospechosas y caminaban de acuerdo con otros jefes de este Reino para realizar sus miras infames y ambiciosas.

## Reacción realista
Mientras tanto el intendente de Potosí, Francisco de Paula Sanz, desconoció que la Audiencia de Charcas había emitido un silogismo independentista, enviando la famosa Proclama a La Paz y apoyado a la Junta Tuitiva de La Paz. Procedió entonces en Potosí a separar a los oficiales americanos del Batallón de Cívicos e hizo arrestar a varios simpatizantes de la Audiencia independentista, entre ellos a los jefes del Batallón de Azogueros. Pidió ayuda al virrey del Perú José Fernando de Abascal y Sousa. El presidente interino de la Real Audiencia del Cuzco, brigadier José Manuel de Goyeneche, por instrucción del virrey Abascal, ofreció al virrey del Río de la Plata Baltasar Hidalgo de Cisneros sus fuerzas militares para actuar sobre los sublevados de Chuquisaca y de La Paz. Cisneros aceptó el 21 de septiembre pidiendo que se coordinara con el general Vicente Nieto quien había sido nombrado presidente de la Audiencia de Charcas.
Abascal envió al gobernador de Huarochiri coronel Juan Ramírez Orozco a tomar el mando de las tropas en la frontera de la Intendencia de Puno y la de La Paz. Estableciéndose el campamento en el pueblo Zepita, a donde envió una compañía del Regimiento veterano Real de Lima y milicias de Arequipa, Cuzco y Puno. La vanguardia al mando del coronel Piérola desalojó a los revolucionarios del puente sobre el río Desaguadero, límite entre los virreinatos.
El 20 de septiembre Goyeneche se puso en marcha hacia el Campamento de Zepita, mientras que el gobernador intendente de Potosí Paula Sanz movilizaba sus tropas hacia Chuquisaca y Cisneros enviaba un contingente desde Buenos Aires de casi un millar de soldados al mando del nuevo presidente de la Audiencia de Charcas general Vicente Nieto y del subinspector general Bernardo Lecocq. 
Las tropas partieron de Buenos Aires el 4 de octubre de 1809, incorporando algunos soldados en Salta. Participaban soldados veteranos de Dragones, del Regimiento Fijo de Infantería y del Real Cuerpo de Artillería, una compañía de marina y tropas milicianas de Patricios, Arribeños, Andaluces, Montañeses y Artilleros de la Unión.

## Enfrentamientos
La Junta Tuitiva organizó la defensa de La Paz y envió a Victoriano Lanza a Chuquisaca para pedir auxilios, mientras intentaba propagar la insurrección en otras ciudades. El material militar existente en la ciudad solo era de 800 fusiles y 11 piezas de artillería. Goyeneche recibía secretamente bagajes del subdelegado de Larecaja Francisco Mutari, quien le servía de contacto con sus partidarios en La Paz. El 25 de septiembre fue abortada una contrarrevolución realista encabezada por Francisco San Cristóbal, quien fue arrestado. El 30 de septiembre fue disuelta la Junta Tuitiva, asumiendo Pedro Domingo Murillo el mando político y militar, disolviéndose también el escuadrón de Húsares. El 12 de octubre fue sofocado un nuevo intento contrarrevolucionario realista. 
El 13 de octubre Goyeneche abandonó el campamento de Zepita rumbo a La Paz, mientras el 15 de octubre Murillo trasladó las tropas y la artillería a Chacaltaya, excepto una compañía que permaneció custodiando la ciudad. De esa compañía se apoderó Juan Pedro de Indaburu el 18 de octubre, pasándose a los realistas, capturando a varios revolucionarios y haciendo ahorcar al día siguiente a Pedro Rodríguez. Murillo entró con las tropas en la ciudad, siendo herido Indaburu y ejecutado por Antonio de Castro, mientras las tropas saqueaban La Paz, retirándose ese mismo día hacia Chacaltaya. 
El 25 de octubre Goyeneche atacó con artillería Chacaltaya, por lo que los revolucionarios huyeron hacia el Partido de las Yungas abandonando la artillería, 200 fusiles y posibilitando la entrada de Goyeneche en la ciudad ese mismo día. Desde allí envió al coronel Domingo Tristán con una división de 100 hombres hacia los Yungas, en donde entre octubre y noviembre de 1809 derrotó a Victorio García Lanza en los combates de Irupana y Chicaloma entrando en La Paz el 11 de noviembre. Luego de este último fueron ejecutados Lanza y Antonio de Castro, y sus cabezas puestas en picas, mientras que Murillo fue apresado en los primeros días de diciembre en Zongo. Luego también apresaron a muchos otros revolucionarios.

## Represión

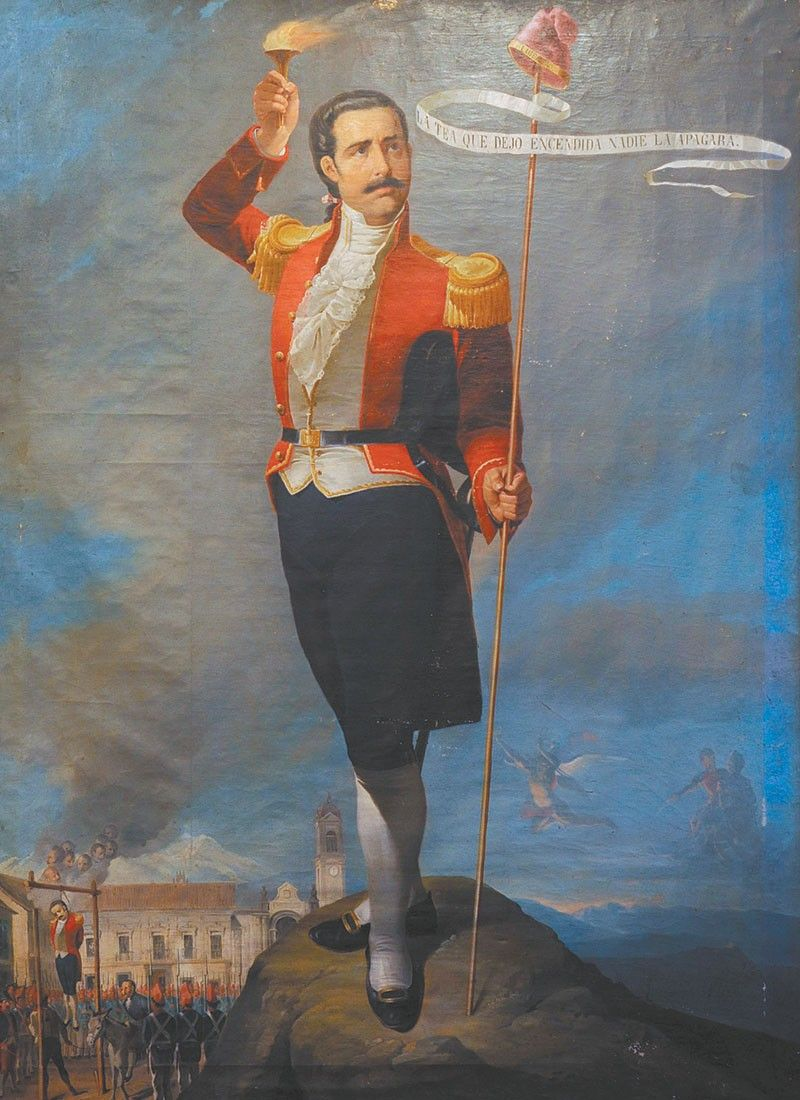
Ejecución de Pedro Murillo, por Joaquín Pinto.

Tras dominar la insurrección, Goyeneche ordenó el juzgamiento de los revolucionarios. El virrey Cisneros le ordenó que «procediese contra los reos pronta y militarmente aplicándoles todo el rigor de la ley». Mientras que el general Vicente Nieto pedía «practicar el pronto, ejecutivo y veloz escarmiento». Diez de los cabecillas fueron ahorcados, otros fueron degollados y sus cabezas clavadas en picas colocadas en la vía pública y otros fueron puestos en prisión o desterrados a las islas Malvinas y a las Filipinas; a todos se les confiscaron los bienes. En total se hicieron 86 procesos hasta marzo de 1810. Los ejecutados el 29 de enero de 1810 fueron: Basilio Catacora, Buenaventura Bueno, Melchor Jiménez, Mariano Graneros, Juan Antonio Figueroa, Apolinar Jaén, Gregorio García Lanza, Juan Bautista Sagárnaga y Pedro Domingo Murillo quien, según una leyenda que fue difundida en La Paz, antes de su ejecución en la horca pronunció las siguientes palabras: 

Compatriotas, yo muero, pero la tea que encendí nadie la apagará, ¡viva la libertad!

El 7 de marzo de 1810 Goyeneche salió de La Paz para retornar al Cuzco, dejando a Juan Ramírez Orozco como gobernador intendente, junto con 400 hombres.